# ادم برج
ادم برج (به انگلیسی: Adam Burj) در پاکستان است که در مناطق قبیله‌ای فدرال واقع شده‌است.

## خصوصیات
ادم برج ۱٬۲۸۵ متر بالاتر از سطح دریا واقع شده‌است.